# Punkt pracy

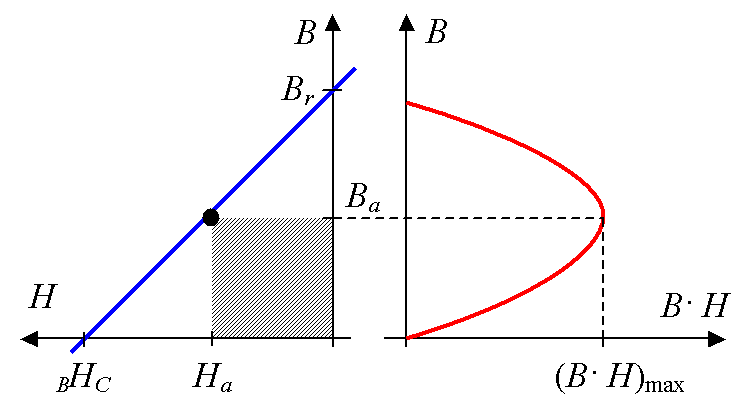
Optymalny punkt pracy magnesu trwałego

Punkt pracy – punkt na charakterystyce danego urządzenia lub elementu, w którym zachodzi jego działanie, i w którym mogą zostać określone chwilowe parametry pracy takiego urządzenia lub elementu.
Charakterystyka pracy może obejmować dowolne wielkości fizyczne: napięcie elektryczne, ciśnienie gazu, temperaturę itp.

## Znaczenie praktyczne
Określenie punktu pracy danego urządzenia lub elementu jest istotne z uwagi na parametry własne urządzenia, jak również i parametry obwodu w jaki dane urządzenie (element) jest włączone. W przypadku parametrów własnych istotne jest określenie optymalnego punktu pracy, dla którego występują najlepsze pożądane własności, lub dla którego żywotność elementu jest najdłuższa itp. Np. na rysunku obok pokazano wybór optymalnego punktu pracy magnesu – dla którego wartość zgromadzonej energii magnetycznej jest maksymalna. Skutkuje to np. maksymalną wartością siły przyciągania przez taki magnes jak również zabezpiecza przed jego rozmagnesowaniem. Wybór punktu pracy ma więc także na celu ochronę samego elementu, jak i pozostałych części całego układu, który mógłby ulec zniszczeniu w przypadku nieprawidłowego doboru punktu pracy.
Dlatego też, większość maszyn, urządzeń i elementów ma określony (przez producenta) nominalny punkt pracy, który gwarantuje poprawną i bezawaryjną pracę, najdłuższą żywotność, maksymalną sprawność itp. Określenie nominalnego punktu pracy nie jest zawsze zagadnieniem prostym do rozwiązania. W przypadku złożonych i nieliniowych systemów istnieje bardzo wiele czynników jakie należy wziąć pod uwagę. W takim przypadku znalezienie globalnego minimum jest bardzo trudne, a czasami nawet niemożliwe. Na przykład, wyznaczenie nominalnej temperatury pracy procesora komputerowego wiąże się z pogodzeniem często sprzecznych wymagań: częstotliwości taktowania (straty cieplne rosną nieliniowo wraz z częstotliwością), mocy obliczeniowej (rośnie z częstotliwością), wydajnością wentylatora chłodzącego (zwiększenie wydajności skutkuje zwiększeniem poziomu hałasu), zmiennej temperatury otoczenia itp.
Jednym z ważniejszych przypadków punktu pracy jest temperatura pracy. W wypadku niewłaściwego doboru układu chłodzenia następuje przesunięcie punktu pracy w obszar podwyższonej temperatury, gdzie może następować utrata własności materiału (rozmagnesowanie magnesu, starzenie izolacji elektrycznej, utrata właściwości mechanicznych ze stopieniem metalu włącznie itp.).